# Икбал, Мухаммад
Алла́ма Муха́ммад Икба́л (урду علامه محمد اقبال‎, англ. Allama Muhammad Iqbal; 1877—1938) — поэт, политик и общественный деятель Британской Индии, ученый, адвокат. Философ и мыслитель, считающийся «духовным отцом Пакистана», провозвестником создания этой страны. Ключевая фигура в литературе урду. Его труды написаны на урду, персидском, пенджаби и английском языках.
Икбалом восхищаются как выдающимся поэтом пакистанцы, иранцы, а также международные исследователи литературы. Хотя Икбал наиболее известен как выдающийся поэт, он также является широко признанным «мусульманским философствующим мыслителем современности». Его первая поэтическая книга «Таинства личности» (Асра́р-и худи) вышла на персидском языке в 1915 году. Среди других поэтических книг Икбала можно отметить «Иносказания самоотречения» (Рамуз-и бекхуди), «Послание Востока» (Пайам-и машрик) и «Персидские псалмы» (Забур-е Аджам). Среди них его самые известные работы на урду: «Звон караванного колокольчика» (Банг-и дара́), «Крыло Гавриила» (Бал-и Джабраил), «Удар посоха Калима» (Зарб-и Калим) и часть «Дары Хиджаза» (Армага́н-и Хиджаз). Наряду с его поэзией на урду и персидском языке, его лекции и письма на урду и английском языке оказали большое влияние на культурные, социальные, религиозные и политические дискурсы.
В 1922 году он получил звание рыцаря-бакалавра от короля Георга V. Изучая право и философию в Англии, Икбал стал членом лондонского отделения Всеиндийской мусульманской лиги. Позже, во время сессии Лиги в декабре 1930 года, он произнёс свою самую известную президентскую речь, известную как Послание Аллахабада, в котором он настаивал на создании мусульманского государства на северо-западе Британской Индии.
В большей части Южной Азии и среди говорящих на урду Икбал считается Шайр-э-Машрик (урду: شاعر مشرق, «Поэт Востока»). Его также называют Муфаккир-и-Пакистан (урду: مفکر پاکستان, «Мыслитель Пакистана»), Мусавар-и-Пакистан (урду: مصور پاکستان, «Создатель Пакистана») и Хаким-уль-Уммат (урду: حکیم الامت, «Мудрец Уммы»). Правительство Пакистана официально назвало его «Национальным поэтом Пакистана». Его день рождения Йом-е Веладат-е Мухаммад Икбал (урду: «день рождения Мухаммада Икбала»), или День Икбала, является государственным праздником в Пакистане.
Дом Икбала по-прежнему находится в Сиалкоте и признан Манзилем Икбала и открыт для посетителей. Другой его дом, где он прожил большую часть своей жизни и умер, находится в Лахоре и назван Джаведом Манзилем. Музей расположен на Аллама Икбал Роуд, недалеко от железнодорожного вокзала Лахора (Пенджаб, Пакистан). Он находится под защитой в соответствии с Законом о древностях Пенджаба 1975 года, а в 1977 году был объявлен пакистанским национальным памятником.

## Биография

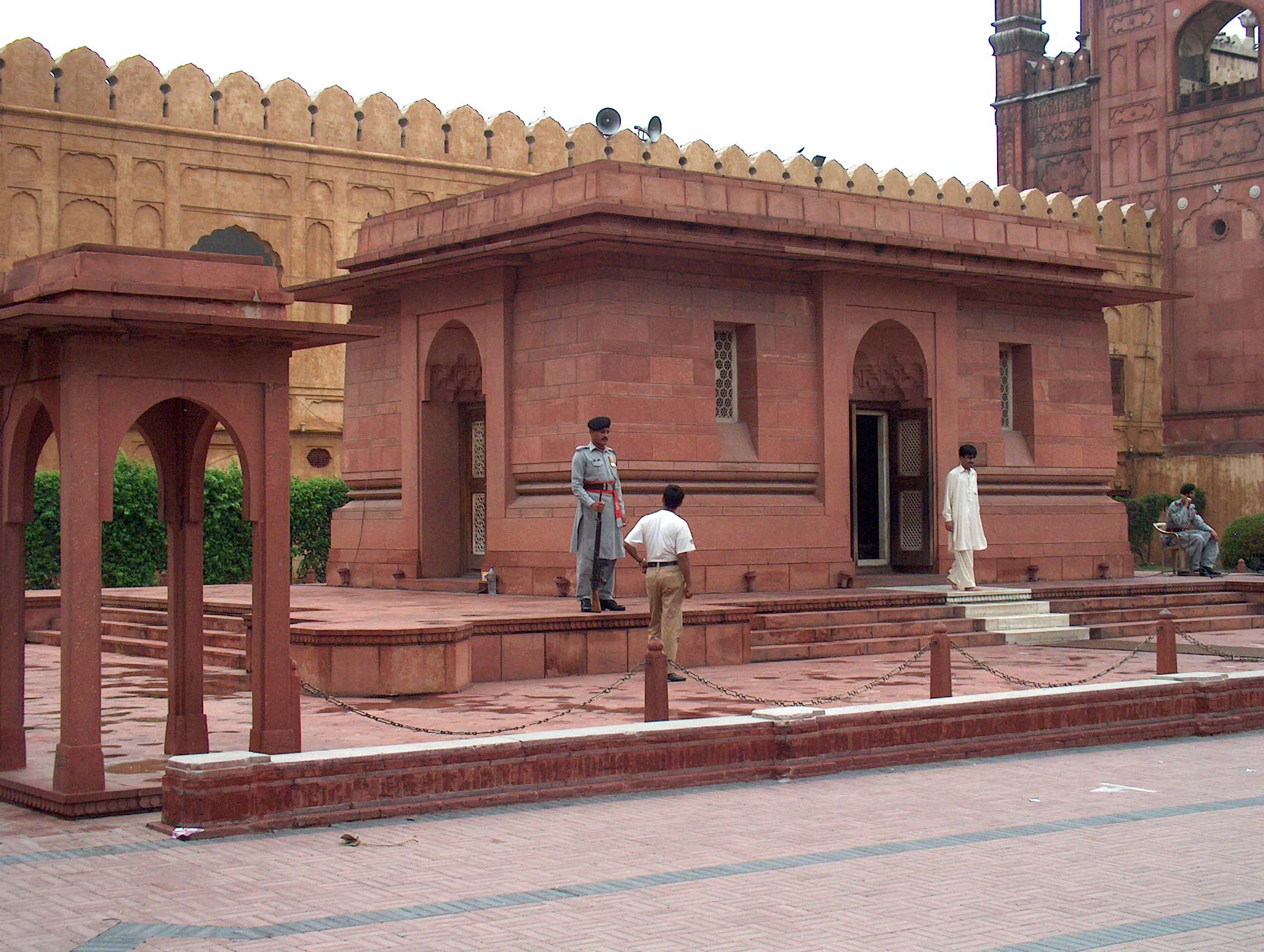
Мавзолей Икбала в Лахоре

Икбал родился 9 ноября 1877 года в Сиалкоте, в семье портного, известного своей набожностью. Семья его происходила из брахманов, принявших ислам. Мать Икбала, Имам Биби, кашмирка, долгое время проживала в городе Самбриал (в районе Сиалкот). Описывается как вежливая и скромная женщина, которая помогала бедным и соседям в их проблемах. Она умерла 9 ноября 1914 года в Сиалкоте.
Начальное образование получил в родном городе; с четырёх лет изучал Коран. В 1892 году женился (по договоренности) на Карим-Биби, дочери гуджаратского врача.
В 1895 году Икбал поступил в правительственный колледж в Лахоре, где начал изучать философию, арабскую и английскую литературу; среди его учителей был ориенталист Томас Уокер Арнольд, посоветовавший ему посетить Европу для расширения кругозора. В 1899 году получил магистерскую степень.
Затем продолжил образование в Англии (Тринити-колледж, Кембриджский университет) и Германии (Мюнхенский университет Людвига-Максимилиана). С 1908 года — профессор философии. В Мюнхене защитил диссертацию по теме «Развитие метафизики в Персии» («The development of metaphysics in Persia», 1908). Изучал философию, а также юриспруденцию, литературу и арабский язык. В Великобритании Икбал стал членом Лондонского отделения Всеиндийской Мусульманской лиги. В Германии познакомился с трудами Гёте, Гейне и Ницше.
С 1908 года жил в Лахоре, где преподавал философию, но потом сосредоточился на юридической практике.
Выступал в печати с конца 1890-х годов. С отдельной книгой поэзии дебютировал в 1915 году («Секреты своего Я»). Писал стихи на урду, пенджаби и персидском языке. Если в ранний период он писал стихи на родном урду, то в европейский период он переходит на фарси. На персидском языке публикует философские поэмы «Таинства личности» («Асрāр-и худи», 1915) и «Иносказания самоотречения» («Рамуз-и бекхуди», 1918), сборник «Персидские псалмы» («Забур-е Аджам», 1927), поэмы «Джавид-наме» (1932) и «Странник» («Мусафир», 1934). Его литературным вдохновителей был, прежде всего Руми. Сам Икбал в своих произведениях развивает традиционные темы суфийской поэзии и мистики. Публицистической остротой отличаются опубликованные на урду сборники стихов «Крыло Гавриила» («Бал-и Джабраил», 1935), в котором содержится знаменитый гимн мечети Кордовы, «Удар посоха Калима» («Зарб-и Калим», 1936), а также «Дары Хиджаза» («Армагāн-и Хиджаз», 1938, на перс. языке). Изданный им в 1923 сборник лирической поэзии «Послание Востока» («Пайам-и машрик») стал ответом на «Западно-восточный диван» И. В. Гёте.
В 1922 году произведён королём Георгом V в рыцари.
С середины 1920-х годов активно участвовал в политической жизни Индии. В 1926 году Икбал избран в Законодательное собрание Пенджаба. В 1928 выступил с идеей обновления ислама («Реконструкция религиозной мысли в исламе» — «The reconstruction of religious thought in Islam», лахорское издание — 1930, дополненное английское издание — 1934.). В 1930 году Икбал в качестве почётного председателя сессии Мусульманской лиги выступил за создание мусульманского государства в составе независимой индийской федерации. Это дало основание впоследствии объявить Икбала «духовным отцом Пакистана». После смерти Икбала его идеи были развиты Пакистанским движением, приведшим к созданию отдельного независимого государства Пакистан. В последующие годы он принял участие в двух круглых столах в Лондоне, побывал во Франции (где познакомился с Анри Бергсоном и Массиньоном), Испании, Италии (встречался с Муссолини), и принял участие в мусульманской конференции в Иерусалиме. Осенью 1933 года он был приглашен в Афганистан, чтобы обсудить организацию университета в Кабуле.

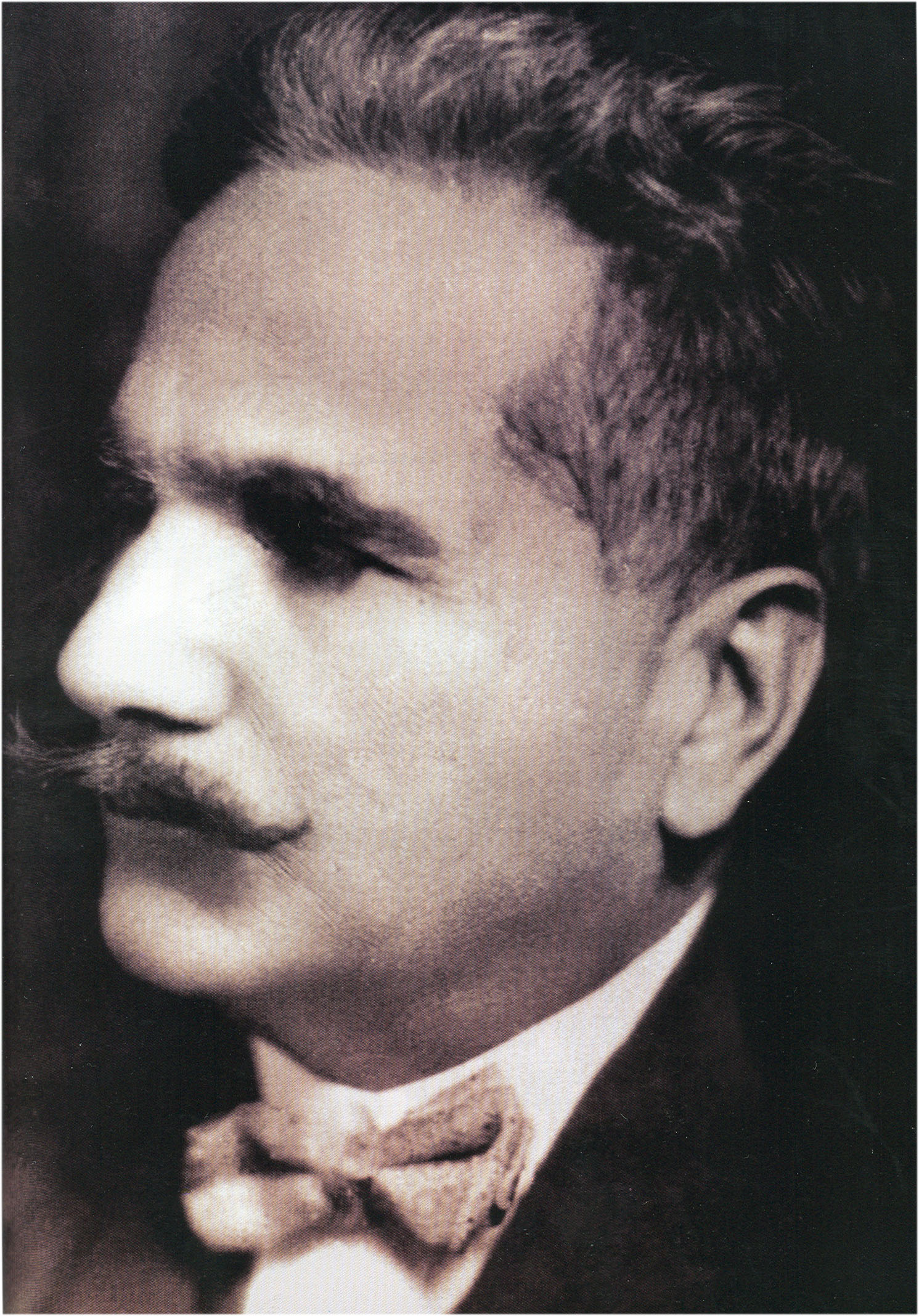
Икбал в 1938 году

В социально-революционный период своего творчества симпатизировал идеям социализма, одновременно отвергая «коммунистический атеизм»: в его творчестве Аллах встречается с Лениным и посылает архангела Джабраила поднять угнетённых всей Земли на восстание.
Икбал скончался 21 апреля 1938 года в Лахоре. В 1953 году было основано «Общество Икбала» («Базм-е-Икбал»). Его сын Джавид Икбал стал философом и судьёй Верховного суда.

## Икбал и объединение исламского мира
Единство — важнейший фактор мощи мусульман, однако на пути осуществления данной задачи существует множество внутренних и внешних препятствий. Икбал факторы разделения мусульман делил на две основные группы:
1. внешние факторы;
2. внутренние факторы.

Из первой группы факторов можно особо выделить империализм, неонационализм, колонизацию, экономическую зависимость и «уравнивание» культур.
Второй категорией факторов, препятствующих единству, являются внутренние факторы, и, по мнению Икбала, нижеприведённые факторы являются основными в данной категории: отдалённость мусульман от своих корней и истоков, неосведомлённость выпускников западных учебных заведений в вопросах исламской культуры и отсутствие прогресса в науке и образовании в мусульманских обществах.
Аллама Икбал считал единство и равноправие двумя основными и неотделимыми столпами Исламского общества. Он был уверен, что при определении и толковании демократии посредством исламского учения можно достичь желанного, отвечающего запросам времени общества. Он также считал, что чем больше мусульмане приближаются к истинному духу и божественному исламскому учению, тем лучше демонстрируются их мощь, величие и единство, а исламское единство он понимал как основанное на единобожии. Икбал считал единство и осведомлённость двумя взаимодополняющими факторами, а неосведомлённость и невежество — основной причиной раскола.
Он считал, что единство должно осуществляться двумя способами:
1. интеграция правителей и правительств исламских стран;
2. большая информированность народов.

Пути воплощения единства также обрисовывались тремя способами: первое — единое руководство исламскими странами, другое — создание исламской федерации, состоящей из всех исламских стран, и в конце концов — участие в союзах, альянсах, договорах и повышение культурных, экономических и политических связей.
Очень популярен на Востоке, особенно в регионе Пакистана, Афганистана и Средней Азии, его произведения пользуются популярностью среди мусульман. Одно из знаменитых произведений Икбала «Послание Востока» (Пайам-е-Машрик) было адресовано тогдашнему королю Афганистана Аманулле-хану. На Востоке его окрестили как «Звезда Востока» (Ситора-е Шарк). Дружба с Икбалом и его взгляды во многом способствовали к переходу в ислам знаменитого пакистанского проповедника и дипломата еврейского происхождения Мухаммада Асада (Леопольда Вайса).

## Память
В Пакистане, Индии, Великобритании, Канаде и других странах созданы научные общества для изучения творческого наследия Икбала. В Пакистане действует Академия Икбала (Лахор). Его имя носит Открытый университет в Исламабаде, крикетный стадион в Фейсалабаде и международный аэропорт в Лахоре.
Гробница Икбала в Хазури Баг в саду перед входом в мечеть Бадшахи в Форт Лахор официально охраняется правительством Пакистана. Его день рождения затем отмечался в Пакистане как праздник — «день Икбала» (9 ноября).

## Фразы
- «Суть жизни — самого себя найти».
- «Будь то сияние царства или зрелище республики, политика без религии ведет только к тирании».

## Галерея

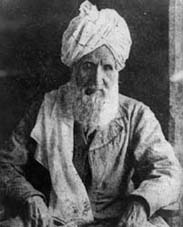
Отец Алама Икбала - Шейх Нур Мухаммад
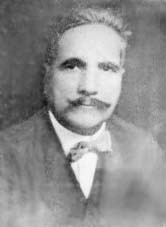
Икбал в Лондоне в 1931 году
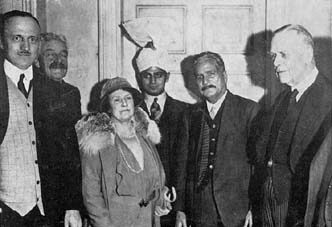
Икбал на мероприятии Мусульманской Лиги, Лондон, 1932 год
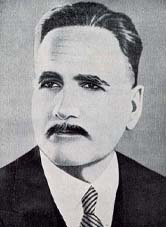
Икбал в 1933 году
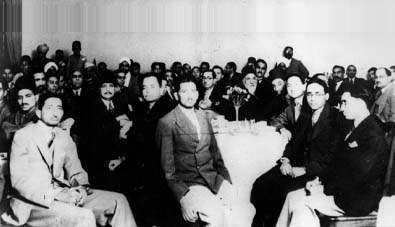
Икбал с жителями Лахора в 1933 году
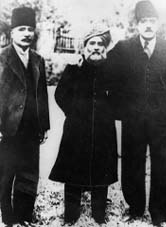
Икбал в Афганистане с Сулмайном Надави и сэром Россом Масудом

## Сочинения
- Иносказания о самоотречении. Пер. с персидского. 1918.
- Послание Востока. Пер. с персидского. 1923.
- Книга вечности. Пер. с персидского. 1932.
- Крыло Гавриила. Пер. с персидского. 1935.
- Дары Хиджаза. Пер. с персидского. 1938.
- Звон караванного колокольчика. Пер. с урду. — М., 1964.
- Реконструкция религиозной мысли в исламе. Пер. с англ., предисл. и коммент. М. Т. Степанянц. Под ред. П. В. Густерина. — М.: Вост. лит., 2002.